# Željko Sopić
Željko Sopić (Zagabria, 26 luglio 1974) è un allenatore di calcio ed ex calciatore croato, di ruolo centrocampista, tecnico del Widzew Łódź.

## Biografia
Nato nella capitale croata è padre di Leon, anche egli calciatore.

## Carriera

### Allenatore
Nell'autunno 2016, dopo aver fatto l'allenatore delle riserve e dopo essere stato vice, abbandona la carica da allenatore della Dinamo Zagabria. La sua esperienza fu breve, guidò i Plavi in sole tre partite tra cui nella partita dei gironi di Champions League del 27 novembre persa in casa per 4 a 0 contro la Juventus.
Nel 2019 è stato per un breve periodo allenatore del Al-Ain  per poi trasferirsi poco dopo in Azerbaigian, sulla panchina del Sabah, quest'ultima carica la mantenne fino all'estate 2020.
Il 28 novembre 2022 succede Mensur Mujdža alla guida del HNK Gorica.
Il 23 agosto 2023 rescinde il contratto che lo legava ai Goričani per prendere le redini del Rijeka. Il 13 agosto dell'anno seguente viene esonerato dalla panchina dei Riječki bijeli in seguito al pareggio di campionato in casa del Varaždin (0-0).